# شرکت کشاورزی استرالیا
شرکت کشاورزی استرالیا (انگلیسی: Australian Agricultural Company) شرکت صنایع کشاورزی استرالیایی است، که در سال ۱۸۲۴ تأسیس شد.